# 리트리버

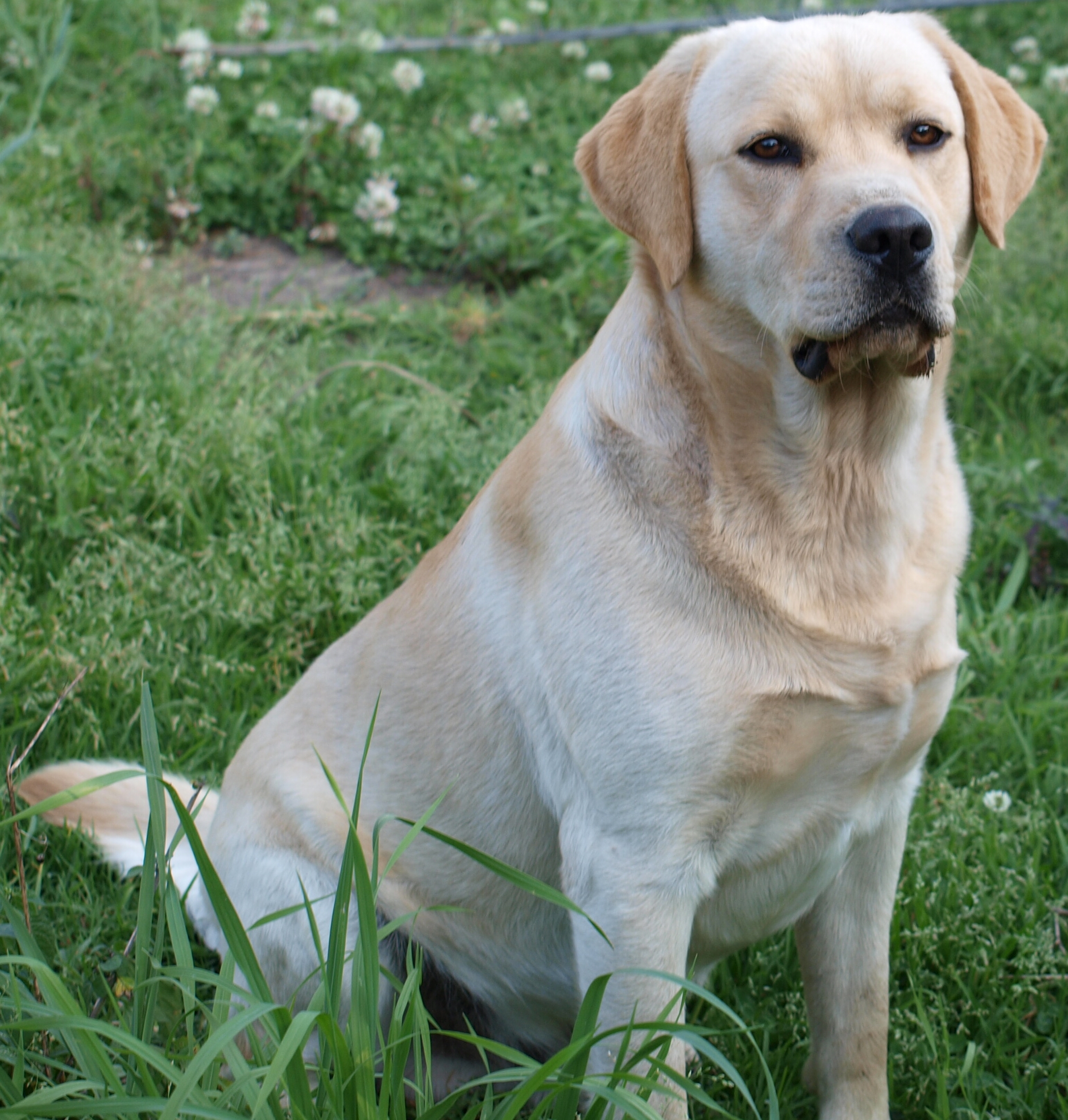
래브라도 리트리버

리트리버(Retriever)는 개 품종의 하나로, 대표적인 사냥개이다. 주로 새와 같은 사냥감을 찾아서 손상없이 주인에게 가져다주는 역할을 했다. 상처가 나지 않게 약하게 무는 법을 오랜 시간 익혔고, 또 훈련이 비교적 쉽게 이루어지기 때문에 최근에는 안내견 등으로도 인기가 있다. 래브라도 리트리버, 골든 리트리버 등이 이 품종의 하위에 속한다.
그리고 리트리버는 똑똑한 것으로 세계 3위에 들기도 했다.

## 수명
리트리버의 평균 수명은 약 10~12년이다. 일부는 최대 15년까지 살 수 있다.

## 같이 보기
- 래브라도 리트리버
- 골든 리트리버
- 체서피크 베이 리트리버
- 플랫 코티드 리트리버
- 컬리 코티드 리트리버